# Ayşe Erkmen

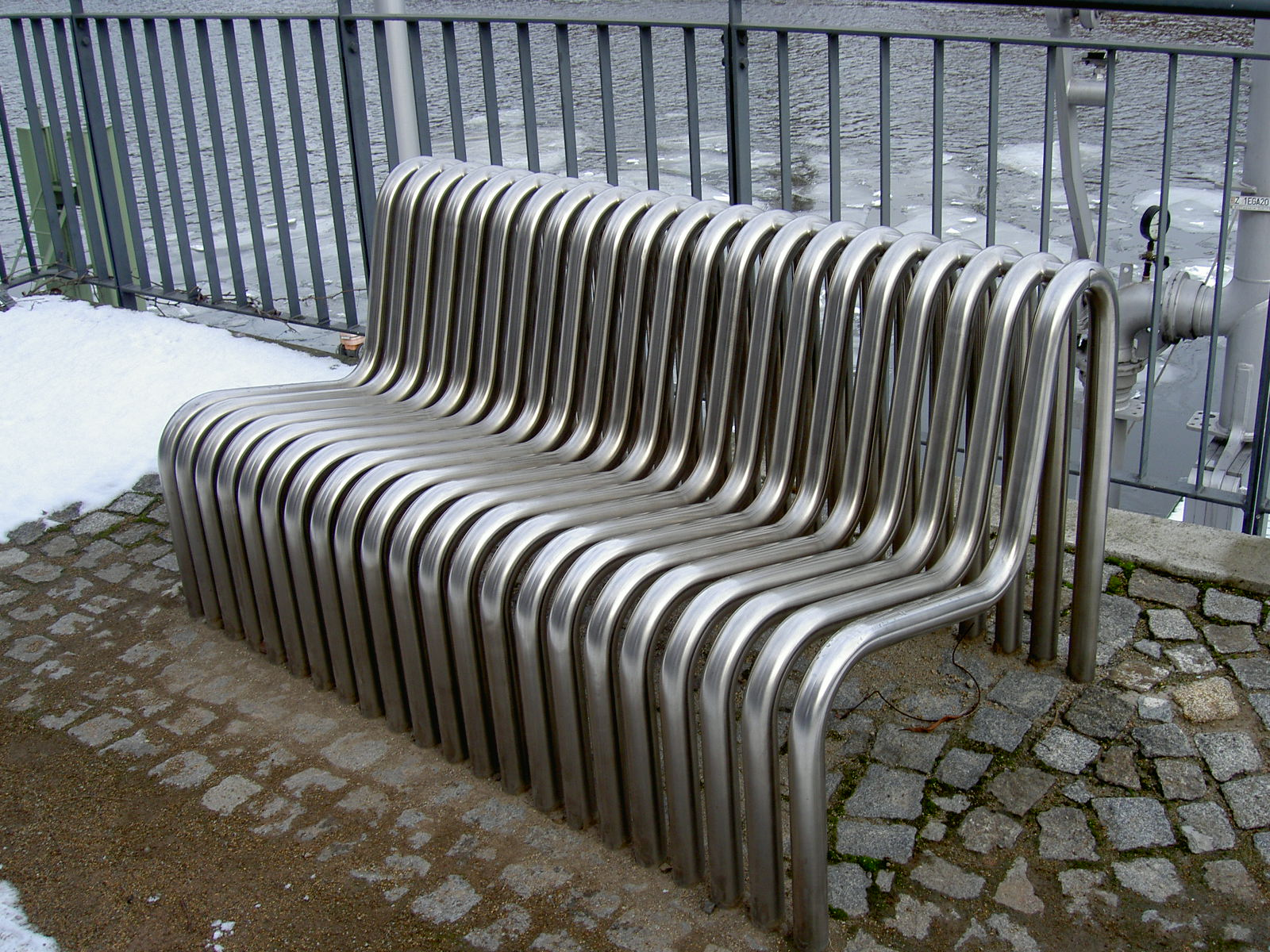
Berlin-Mitte, bancos calefactados de Ayse Erkman en la orilla del río Spree, 2004.

Ayşe Erkmen (Estambul, 1949) es una artista visual reconocida como "una de las artistas turcas más destacadas". Actualmente[¿cuándo?] desarrolla su trabajo entre Berlín y Estambul.
Influenciada por sitios específicos, historias y geografías las obras de Ayşe Erkmen toman el entorno social y físico en el que se encuentra. Erkmen no se centra en la generación de formas nuevas, sino que transforma las condiciones y contextos arquitectónicos y sociales preexistentes.  Entre 1998 y 1999 trabajó como profesora de Arnold Bode en la Academia de Arte de Kassel, y entre 2000 y 2015 fue profesora en la Kunstakademie Münster. Desde 2012, Erkmen es miembro de la Akademie der Künste de Berlín.
En 2002, recibió el Premio Maria Sibylla Merian del Ministerio de Ciencia y Arte del gobierno del estado de Hesse. Posteriormente, en 2011, Erkmen representó a Turquía con su obra titulada Plan B, en la 54.ª Exposición Internacional de Arte, Bienal de Venecia.

## Educación
Ayşe Erkmen nació en Estambul, Turquía en 1949. Se graduó de la Academia de Bellas Artes de Estambul, con mención en la especialidad de escultura en 1977  recibiendo su formación en el estudio Sadi Çalık. En 1993, participó en el Programa de Residencia de Artistas Internacionales del DAAD en Berlín.